# Мочалов, Алексей Александрович
Мочалов, Алексей Александрович (род. 1 октября 1956, Архангельск) — врач-рентгенолог высшей категории Первой городской клинической больницы им. Е. Е. Волосевич, кандидат медицинских наук. Известен как исполнитель старинных русских романсов. Своеобразие творчества Алексея Мочалова в том, что оно приближено к домашнему музицированию, к той традиции исполнения, в которой и родился русский романс. И в голосе, и в звуках его гитары сохранено живое дыхание творящегося при тебе искусства. ✔✔искусствоведТатьяна Шлык об Алексее Мочалове✔✔

## Творческий путь
Алексей Мочалов родился в семье потомственных врачей, Александра Марковича и Марии Ивановны Мочаловых, преподавателей Архангельского государственного медицинского института. Рос и воспитывался в среде, наполненной служением медицине и любовью к русской культуре, к домашнему музицированию и пению. К шестнадцати годам он научился аккомпанировать себе на гитаре и, владея от природы поставленным голосом, подбирая на слух мелодии, радовал ближайшее окружение песнями бардов, В.Высоцкого, Б. Окуджавы.
Поступив на лечебный факультет АГМИ, в годы учёбы был солистом студенческого ансамбля «Бимы». С огромным успехом пел хиты « The Beatles», « Deep Purple», « Rolling Stone», всё чаще звучали в его выступлениях и любимые романсы.
Отдавая дань уважения кумирам этого жанра И. Юрьевой, И. Козловскому, П. Лещенко, В. Паниной, В. Козину, чьи пластинки и записи были для него школой мастерства, Алексей Мочалов стал исполнять станинные романсы по-своему, неся своё пережитое, выражая свои эмоции, которых не стесняется и сегодня сильный современный мужчина. Однажды, участвуя в комсомольском конкурсе патриотической песни, он вышел на сцену… с романсом «Отцвели уж давно хризантемы в саду», за что сначала получил порицание жюри, а затем под громкие аплодисменты зала — Приз зрительских симпатий. Студент романтик привлёк внимание тележурналистов, и в 1979 г. на экраны Архангельского областного телевидения вышла первая передача о молодом певце старинных романсов Алексее Мочалове. Для широкой аудитории Всесоюзного радио его «открыли» в 1992 году передачи Евгения Ефимовича Шумского «Мне напомнил старый патефон». Внимание и признательность слушателей принесли выступления на «Радио России», радиостанциях «Маяк», «Орфей», «Русское радио». На АГТРК «Поморье» в 1992 году снят телевизионный музыкальный фильм Т. Гуменюк и С. Подлипского «Грёзы осенние»,

«Слушая, как поют душа и сердце Алексея, понимаешь, что все мы в этом мире продолжаем чью-то жизнь, и жизнь эта может быть прекрасной», — представляла героя фильма искусствовед Татьяна Шлык.

 В 1995 году на 1-м канале ОРТ был показан фильм «Русскій Міръ»: — из одноимённого телевизионного цикла Алексея Денисова и Бориса Костенко — рассказывающего о врачебной династии Мочаловых из г. Архангельска и творчестве Алексея Мочалова. В том же году им с благодарностью было принято приглашение от коллег врачей МНТК «Микрохирургии глаза» академика Св. Н.Фёдорова выступить с концертной программой в Москве и Славино. Благодаря этой поддержке был выпущен первый лазерный диск Алексея.

Щедро делясь своим искусством, используя время отпусков, А. Мочалов с тех пор объехал с гастролями почти всю Архангельскую область, с аншлагами прошли его концертные программы в Архангельске с не меньшим успехом — в Костроме, Новоуральске , Москве и Санкт-Петербурге. Русские романсы в его исполнении звучали в Латвии, Нидерландах, Швеции, США, Норвегии.

Алексей Мочалов реализовал себя в первом призвании, продолжая дело родителей. Вторым его призванием стало искусство.
Решением Совета Георгиевского Союза в 2008 году за вклад в культуру был награждён Знаком Чести «Серебряный крест Георгиевского Союза».

Главные вехи профессионального и творческого пути Алексея Мочалова отображены в 4-м томе Поморской энциклопедии «Культура Архангельского Севера».

## В печатных СМИ
- Последнее пристанище души
- Алексей МАЧАЛОВ: «Я плакал на своих концертах…»
- С Алексеем работать — словно романс петь
- Романсу все территории покорны
- Алексей Мочалов пообещал норвежцам спеть романс на их родном языке
- «Доктор Мочалов», журнал «Люди летают»05/2013 г.

## Дискография
- 1985 — Диск-гигант RGM-7158 «Петерфон»,Санкт-Петербург
- 1996 — Аудио-альбом MC «Мелодия»,Москва
- 1997 — Аудио-альбом «Союз-БИС», Москва
- 1999 — Аудио-альбом 1-А UL 99889 МС UEP-CD Prodaction,Ekaterinburg
- 1997 — The Russian Romancis A-2 СD — UL 96145UEP-CD Prodaction, Ekaterinburg
- 2000 — Alexey Mochalov «The Russian Romance» 2 CD СD — UL 99123, С D — UL 00192 UEP-CD Prodaction, Ekaterinburg ,Russia
- 2003 — «И грусть, и тайна, и услада…» «Sorrow, mistery, and delight…» СD — UL030093 UEP-CD Prodaction, Ekaterinburg,Россия
- 2006 — " Р у с с к и е р о м а н с ы и п е с н и " CD UC 38865 Санкт-Петербург
- 2006 — РОМАНСЫ И ПЕСНИ РОССИИ Romances and songs of Russis NTMARINE, Концерт LIVE ,Санкт-Петербург